# 小行星列表/193501-193600
| 名稱         | 臨時編號   | 發現日期       | 發現地點   | 發現者                         |
| ------------ | ---------- | -------------- | ---------- | ------------------------------ |
| 小行星193501 | 2000 YL23  | 2000年12月28日 | 基特峰     | 太空监视                       |
| 小行星193502 | 2000 YR24  | 2000年12月28日 | 基特峰     | 太空监视                       |
| 小行星193503 | 2000 YC27  | 2000年12月26日 | 茂宜岛     | 近地小行星追踪                 |
| 小行星193504 | 2000 YH36  | 2000年12月30日 | 索科罗     | 林肯近地小行星研究小组         |
| 小行星193505 | 2000 YP36  | 2000年12月30日 | 索科罗     | 林肯近地小行星研究小组         |
| 小行星193506 | 2000 YY38  | 2000年12月30日 | 索科罗     | 林肯近地小行星研究小组         |
| 小行星193507 | 2000 YF40  | 2000年12月30日 | 索科罗     | 林肯近地小行星研究小组         |
| 小行星193508 | 2000 YG46  | 2000年12月30日 | 索科罗     | 林肯近地小行星研究小组         |
| 小行星193509 | 2000 YV46  | 2000年12月30日 | 索科罗     | 林肯近地小行星研究小组         |
| 小行星193510 | 2000 YL50  | 2000年12月30日 | 索科罗     | 林肯近地小行星研究小组         |
| 小行星193511 | 2000 YS50  | 2000年12月30日 | 索科罗     | 林肯近地小行星研究小组         |
| 小行星193512 | 2000 YG52  | 2000年12月30日 | 索科罗     | 林肯近地小行星研究小组         |
| 小行星193513 | 2000 YG53  | 2000年12月30日 | 索科罗     | 林肯近地小行星研究小组         |
| 小行星193514 | 2000 YA55  | 2000年12月30日 | 索科罗     | 林肯近地小行星研究小组         |
| 小行星193515 | 2000 YU55  | 2000年12月30日 | 索科罗     | 林肯近地小行星研究小组         |
| 小行星193516 | 2000 YL57  | 2000年12月30日 | 索科罗     | 林肯近地小行星研究小组         |
| 小行星193517 | 2000 YR57  | 2000年12月30日 | 索科罗     | 林肯近地小行星研究小组         |
| 小行星193518 | 2000 YA59  | 2000年12月30日 | 索科罗     | 林肯近地小行星研究小组         |
| 小行星193519 | 2000 YP60  | 2000年12月30日 | 索科罗     | 林肯近地小行星研究小组         |
| 小行星193520 | 2000 YS60  | 2000年12月30日 | 索科罗     | 林肯近地小行星研究小组         |
| 小行星193521 | 2000 YG63  | 2000年12月30日 | 索科罗     | 林肯近地小行星研究小组         |
| 小行星193522 | 2000 YL66  | 2000年12月30日 | 茂宜岛     | 近地小行星追踪                 |
| 小行星193523 | 2000 YE73  | 2000年12月30日 | 索科罗     | 林肯近地小行星研究小组         |
| 小行星193524 | 2000 YZ74  | 2000年12月30日 | 索科罗     | 林肯近地小行星研究小组         |
| 小行星193525 | 2000 YL80  | 2000年12月30日 | 索科罗     | 林肯近地小行星研究小组         |
| 小行星193526 | 2000 YB83  | 2000年12月30日 | 索科罗     | 林肯近地小行星研究小组         |
| 小行星193527 | 2000 YU83  | 2000年12月30日 | 索科罗     | 林肯近地小行星研究小组         |
| 小行星193528 | 2000 YB86  | 2000年12月30日 | 索科罗     | 林肯近地小行星研究小组         |
| 小行星193529 | 2000 YV86  | 2000年12月30日 | 索科罗     | 林肯近地小行星研究小组         |
| 小行星193530 | 2000 YM91  | 2000年12月30日 | 索科罗     | 林肯近地小行星研究小组         |
| 小行星193531 | 2000 YZ91  | 2000年12月30日 | 索科罗     | 林肯近地小行星研究小组         |
| 小行星193532 | 2000 YC96  | 2000年12月30日 | 索科罗     | 林肯近地小行星研究小组         |
| 小行星193533 | 2000 YD97  | 2000年12月30日 | 索科罗     | 林肯近地小行星研究小组         |
| 小行星193534 | 2000 YQ109 | 2000年12月30日 | 索科罗     | 林肯近地小行星研究小组         |
| 小行星193535 | 2000 YS109 | 2000年12月30日 | 索科罗     | 林肯近地小行星研究小组         |
| 小行星193536 | 2000 YT109 | 2000年12月30日 | 索科罗     | 林肯近地小行星研究小组         |
| 小行星193537 | 2000 YU112 | 2000年12月30日 | 索科罗     | 林肯近地小行星研究小组         |
| 小行星193538 | 2000 YX112 | 2000年12月30日 | 索科罗     | 林肯近地小行星研究小组         |
| 小行星193539 | 2000 YJ113 | 2000年12月30日 | 索科罗     | 林肯近地小行星研究小组         |
| 小行星193540 | 2000 YN113 | 2000年12月30日 | 索科罗     | 林肯近地小行星研究小组         |
| 小行星193541 | 2000 YO113 | 2000年12月30日 | 索科罗     | 林肯近地小行星研究小组         |
| 小行星193542 | 2000 YC114 | 2000年12月30日 | 索科罗     | 林肯近地小行星研究小组         |
| 小行星193543 | 2000 YT115 | 2000年12月30日 | 索科罗     | 林肯近地小行星研究小组         |
| 小行星193544 | 2000 YL117 | 2000年12月30日 | 索科罗     | 林肯近地小行星研究小组         |
| 小行星193545 | 2000 YN117 | 2000年12月30日 | 索科罗     | 林肯近地小行星研究小组         |
| 小行星193546 | 2000 YJ120 | 2000年12月19日 | 索科罗     | 林肯近地小行星研究小组         |
| 小行星193547 | 2000 YY120 | 2000年12月20日 | 索科罗     | 林肯近地小行星研究小组         |
| 小行星193548 | 2000 YD121 | 2000年12月21日 | 索科罗     | 林肯近地小行星研究小组         |
| 小行星193549 | 2000 YE122 | 2000年12月28日 | 基特峰     | 太空监视                       |
| 小行星193550 | 2000 YM125 | 2000年12月29日 | 可可尼诺县 | 洛厄尔天文台近地小行星搜寻计划 |
| 小行星193551 | 2000 YX125 | 2000年12月29日 | 可可尼诺县 | 洛厄尔天文台近地小行星搜寻计划 |
| 小行星193552 | 2000 YR126 | 2000年12月29日 | 可可尼诺县 | 洛厄尔天文台近地小行星搜寻计划 |
| 小行星193553 | 2000 YF132 | 2000年12月30日 | 索科罗     | 林肯近地小行星研究小组         |
| 小行星193554 | 2000 YH133 | 2000年12月31日 | 可可尼诺县 | 洛厄尔天文台近地小行星搜寻计划 |
| 小行星193555 | 2000 YL136 | 2000年12月23日 | 索科罗     | 林肯近地小行星研究小组         |
| 小行星193556 | 2000 YX139 | 2000年12月31日 | 可可尼诺县 | 洛厄尔天文台近地小行星搜寻计划 |
| 小行星193557 | 2001 AS3   | 2001年1月2日   | 索科罗     | 林肯近地小行星研究小组         |
| 小行星193558 | 2001 AA4   | 2001年1月2日   | 索科罗     | 林肯近地小行星研究小组         |
| 小行星193559 | 2001 AM4   | 2001年1月2日   | 索科罗     | 林肯近地小行星研究小组         |
| 小行星193560 | 2001 AW10  | 2001年1月2日   | 索科罗     | 林肯近地小行星研究小组         |
| 小行星193561 | 2001 AG11  | 2001年1月2日   | 索科罗     | 林肯近地小行星研究小组         |
| 小行星193562 | 2001 AZ11  | 2001年1月2日   | 索科罗     | 林肯近地小行星研究小组         |
| 小行星193563 | 2001 AO12  | 2001年1月2日   | 索科罗     | 林肯近地小行星研究小组         |
| 小行星193564 | 2001 AW15  | 2001年1月2日   | 索科罗     | 林肯近地小行星研究小组         |
| 小行星193565 | 2001 AJ27  | 2001年1月5日   | 索科罗     | 林肯近地小行星研究小组         |
| 小行星193566 | 2001 AR30  | 2001年1月4日   | 索科罗     | 林肯近地小行星研究小组         |
| 小行星193567 | 2001 AE32  | 2001年1月4日   | 索科罗     | 林肯近地小行星研究小组         |
| 小行星193568 | 2001 AO33  | 2001年1月4日   | 索科罗     | 林肯近地小行星研究小组         |
| 小行星193569 | 2001 AB34  | 2001年1月4日   | 索科罗     | 林肯近地小行星研究小组         |
| 小行星193570 | 2001 AR36  | 2001年1月5日   | 索科罗     | 林肯近地小行星研究小组         |
| 小行星193571 | 2001 AG40  | 2001年1月3日   | 可可尼诺县 | 洛厄尔天文台近地小行星搜寻计划 |
| 小行星193572 | 2001 AW40  | 2001年1月3日   | 可可尼诺县 | 洛厄尔天文台近地小行星搜寻计划 |
| 小行星193573 | 2001 AM42  | 2001年1月4日   | 可可尼诺县 | 洛厄尔天文台近地小行星搜寻计划 |
| 小行星193574 | 2001 BB    | 2001年1月17日  | 大泉町     | 小林隆男                       |
| 小行星193575 | 2001 BF    | 2001年1月17日  | 大泉町     | 小林隆男                       |
| 小行星193576 | 2001 BG    | 2001年1月17日  | 大泉町     | 小林隆男                       |
| 小行星193577 | 2001 BY1   | 2001年1月16日  | 基特峰     | 太空监视                       |
| 小行星193578 | 2001 BH2   | 2001年1月16日  | 茂宜岛     | 近地小行星追踪                 |
| 小行星193579 | 2001 BS2   | 2001年1月18日  | 索科罗     | 林肯近地小行星研究小组         |
| 小行星193580 | 2001 BM6   | 2001年1月19日  | 索科罗     | 林肯近地小行星研究小组         |
| 小行星193581 | 2001 BW9   | 2001年1月16日  | 基特峰     | 太空监视                       |
| 小行星193582 | 2001 BF11  | 2001年1月16日  | 茂宜岛     | 近地小行星追踪                 |
| 小行星193583 | 2001 BG21  | 2001年1月19日  | 索科罗     | 林肯近地小行星研究小组         |
| 小行星193584 | 2001 BL22  | 2001年1月20日  | 索科罗     | 林肯近地小行星研究小组         |
| 小行星193585 | 2001 BB26  | 2001年1月20日  | 索科罗     | 林肯近地小行星研究小组         |
| 小行星193586 | 2001 BT37  | 2001年1月21日  | 索科罗     | 林肯近地小行星研究小组         |
| 小行星193587 | 2001 BQ38  | 2001年1月23日  | 大泉町     | 小林隆男                       |
| 小行星193588 | 2001 BE40  | 2001年1月18日  | 索科罗     | 林肯近地小行星研究小组         |
| 小行星193589 | 2001 BS42  | 2001年1月19日  | 索科罗     | 林肯近地小行星研究小组         |
| 小行星193590 | 2001 BQ45  | 2001年1月21日  | 索科罗     | 林肯近地小行星研究小组         |
| 小行星193591 | 2001 BV45  | 2001年1月21日  | 索科罗     | 林肯近地小行星研究小组         |
| 小行星193592 | 2001 BN46  | 2001年1月21日  | 索科罗     | 林肯近地小行星研究小组         |
| 小行星193593 | 2001 BR46  | 2001年1月21日  | 索科罗     | 林肯近地小行星研究小组         |
| 小行星193594 | 2001 BQ49  | 2001年1月21日  | 索科罗     | 林肯近地小行星研究小组         |
| 小行星193595 | 2001 BK55  | 2001年1月19日  | 索科罗     | 林肯近地小行星研究小组         |
| 小行星193596 | 2001 BV60  | 2001年1月26日  | 索科罗     | 林肯近地小行星研究小组         |
| 小行星193597 | 2001 BO63  | 2001年1月29日  | 索科罗     | 林肯近地小行星研究小组         |
| 小行星193598 | 2001 BF65  | 2001年1月26日  | 索科罗     | 林肯近地小行星研究小组         |
| 小行星193599 | 2001 BJ66  | 2001年1月26日  | 索科罗     | 林肯近地小行星研究小组         |
| 小行星193600 | 2001 BO67  | 2001年1月31日  | 索科罗     | 林肯近地小行星研究小组         |